# Örbyhus
Örbyhus – miejscowość (tätort) w gminie  Tierp, w regionie Uppsala w Szwecji. Örbyhus jest położone w historycznej krainie Uppland. 
Pierwotnie miejscowość składała się z dwóch części: południowo-zachodniej Vendeldel i północno-wschodniej Tegelsmoradel połączonych w roku 1952. Granica pomiędzy zborami Vendels i Tegelsmora przebiega na równoległym do torów kolejowych strumyku.
Kilka kilometrów od centrum miejscowości znajduje się zamek Örbyhus slott – miejsce zgonu Eryka XIV Wazy.